# WRC 8 FIA World Rally Championship
WRC 8 FIA World Rally Championship (o anche WRC 8 ) è un simulatore di guida prodotto da Kylotonn e Bigben Interactive, basato sul Campionato del mondo rally 2019, con licenza ufficiale. È il seguito di WRC 7 FIA World Rally Championship ed è stato pubblicato il 10 settembre 2019. È il quarto videogioco della serie prodotto anche per le console di ottava generazione.

## Auto classiche e bonus
In questo nuovo videogame vengono aggiunte anche le auto classiche oltre a quelle bonus che c'erano già nel capitolo precedente.

### Auto classiche
- Ford Escort RS1800
- Lancia Stratos
- Lancia 037
- Lancia Fulvia
- Lancia Delta HF Integrale
- Alpine A110

### Auto bonus
- Volkswagen Polo R WRC
- Proton Iriz
- Porsche 911

## Novità
Nella modalità carriera dopo aver vinto le categorie Junior World Rally Championship e World Rally Championship-2 si arriva in WRC scegliendo non solo il team e la vettura ma anche il numero di gara come in Formula 1.